# Vincenzo Baroni
Vincenzo Baroni (Cantù, ... – ...; fl. XIX secolo) è stato uno schermidore italiano.
Secondo moderne ricerche, Baroni, membro del "Circolo di Scherma Pini" di Cantù, faceva parte della squadra italiana che si sarebbe iscritta ai Giochi della I Olimpiade. Tuttavia, la sua presenza non è documentata su alcun documento ufficiale, quindi è presumibile che non vi riuscì a partecipare, come accadde, ad esempio, a Carlo Airoldi, squalificato per non essere un dilettante.